# Ниссен, Франсуаз
Франсуа́з Ниссе́н (фр. Françoise Nyssen; род. 9 июня 1951) — французская издательница бельгийского происхождения, министр культуры Франции (2017—2018).

## Биография
В 1972 году окончила Свободный университет Брюсселя по специальности «химия» со степенью агреже в школьном преподавании. С 1975 по 1978 год училась в Высшем институте городского планирования и обновления (Institut Supérieur d’Urbanisme et de Rénovation Urbaine), затем работала в архитектурном управлении бельгийского Министерства окружающей среды и условий жизни. В 1980 году занялась издательской деятельностью в качестве президента и генерального директора издательского кооператива в Параду (регион Прованс — Альпы — Лазурный Берег во Франции).
Унаследовала после отца, Юбера Ниссена, издательство Actes Sud в Арле, основанное в 1970-е после переезда семьи из Бельгии. В Actes Sud печатались три лауреата Гонкуровской премии (Лоран Годе, Жером Феррари, Матьяс Энар) и два лауреата Нобелевской премии по литературе (Имре Кертес и Светлана Алексиевич). Кроме того, там увидела свет трилогия Стига Ларссона «Миллениум» и знаменитая научно-популярная книга немецкого автора Джулии Андерс «Обаяние кишечника. Всё о недооцененном органе» (Darm mit Charme. Alles über ein unterschätztes Organ).
Издательство стало одним из наиболее известных во Франции, объединило несколько других (Payot & Rivages, Le Rouergue, Jacqueline Chambon, Sindbad) и достигло в 2015 году выручки в объёме 85 млн евро. Ниссен также стала одним из основателей Культурной ассоциации Межана, занятой организацией концертов, выставок, литературных и кинематографических встреч в «Межанском пассаже» (Passage du Méjan) в Арле. В 2014 году вместе со своим мужем Жаном-Полем Капитани, директором по развитию группы Actes Sud, Ниссен создала в сотрудничестве с школой Френе и с применением опыта Монтессори инновационную школу Domaine du possible (Область возможного).
17 мая 2017 года Франсуаз Ниссен получила портфель министра культуры в правительстве Эдуара Филиппа.
21 июня 2017 года сохранила должность при формировании второго правительства Филиппа.
9 июля 2018 года Ниссен постановлением правительства во избежание конфликта интересов освобождена от полномочий по участию в работе издательства Actes Sud и Национального книжного центра, а также в целом от регулирования издательской книжной отрасли в стране.
22 августа 2018 года газета Канар аншене обвинила Ниссен в незаконной установке ограждения вокруг штаб-квартиры её издательства в период с 1997 по 2012 год, и 29 августа к зданию прибыли сотрудники полиции с измерительными приборами для проверки этого сообщения.
16 октября 2018 года в результате серии перестановок во втором правительстве Филиппа выведена из его состава.

## Награды
- Офицер ордена Почётного легиона (2012; кавалер — 2003)[9],
- командор ордена «За заслуги» (2017; офицер — 2010)[10],
- командор ордена Искусств и литературы.